# Brunsvighorten
Brunsvighorten är en kulle i Antarktis. Den ligger i Östantarktis. Norge gör anspråk på området. Toppen på Brunsvighorten är 1 307 meter över havet.
Terrängen runt Brunsvighorten är platt västerut, men österut är den kuperad. Trakten är obefolkad. Det finns inga samhällen i närheten. 